# Церква Марії Магдалини (Маріуполь)
Церква Рівноапостольної Марії Магдалини — колишня церква на честь Рівноапостольної Марії Магдалини у місті Маріуполь. Знищена за часів СРСР у 1930-х роках.

## Перша церква Марії Магдалини

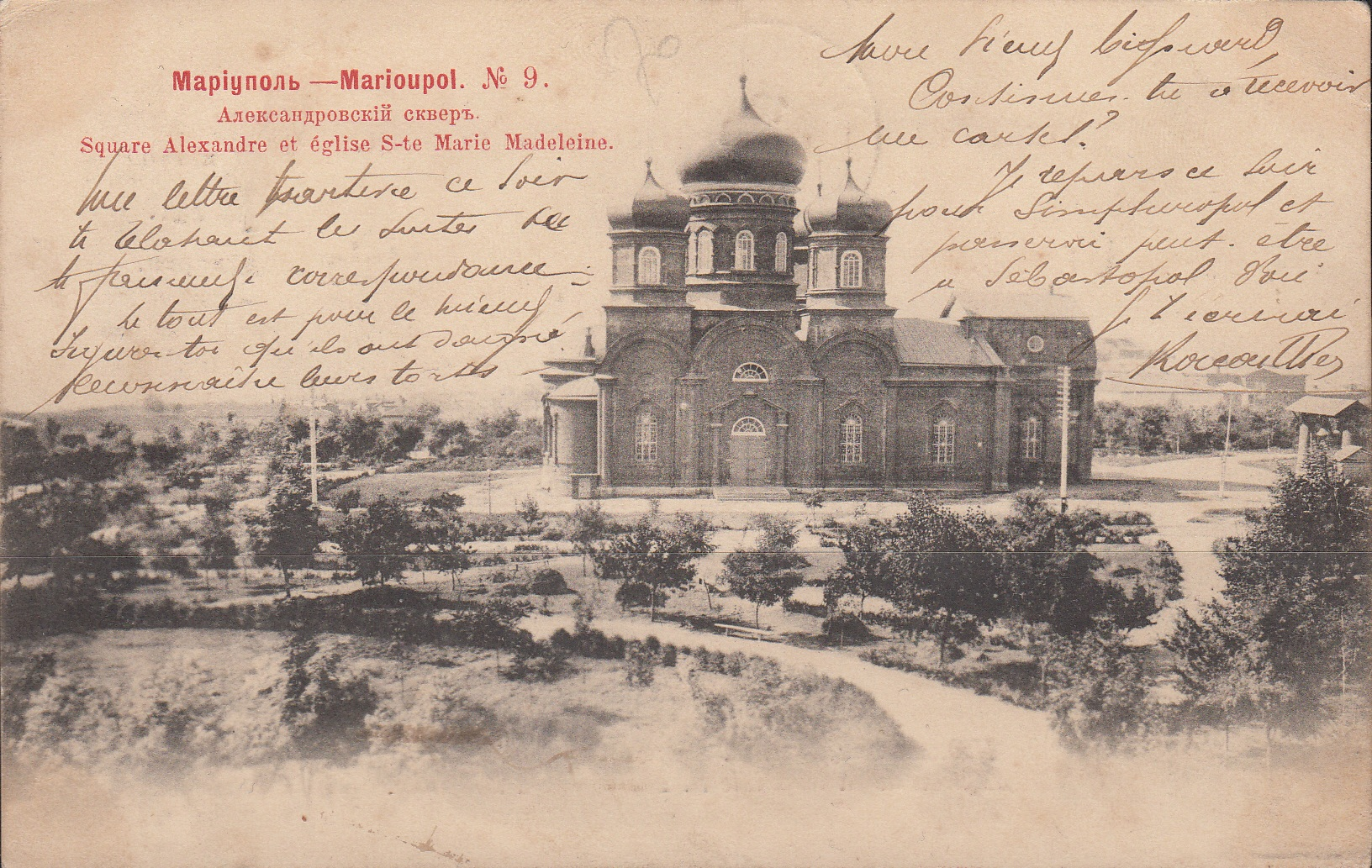

Перша церква на честь Марії Магдалини побудована раніше 1791 року й була розташована на перетині вулиць Грецької та центральної, вона була побудована на невеликому майдані, що розташований навпроти сучасного Ощадбанку. Церкву освятили 4 червня 1791 року. 
Тодішній Маріуполь вже віддали під поселення мешканців Кримського ханства (православних греків, вірмен, болгар, котрі покинули Крим). Але церкву віддали українцям (колишнім запорожцям), що мешкали у передмістях, бо не мали ті власної церкви, коли спасіння власної душі по смерті вважали головним завданням християнина.
В народі церкву ще називали «бурлацькою». 
Церква Рівноапостольної Марії Магдалини проіснувала понад сто років і через вік та руйнуванням була зачинена.

## Друга (нова) церква Марії Магдалини
Руйнація старої церкви Рівноапостольної Марії Магдалини спонукала до будівництва нової. Її заклали 1862 року на вершині пагорба трохи вище і західніше за старої, котрою продовжували користуватись. Але будівництво нової стало довгобудом.
Лише 1888 року будівництво було відновлене. Маріупольська міська дума вже враховувала декілька обставин, серед котрих помітне зростання мешканців міста, будівництво залізниці і нового морського порту. Тому будівництво відновили і наказали видавати комітету з будівництва 2000 рублів щорічно починаючи з 1889 року на продовження будівельних робіт. Настоятелем нової церкви Рівноапостольної Марії Магдалини був призначений Прокопій Орловський.
Освячення нової церкви Рівноапостольної Марії Магдалини відбулося лише у жовтні 1897 року. Його проводив Сімеон, єпископ Катеринославський і Таганрозький.
Нова церква проіснувала до початку 1930-х років, коли була поруйнована за наказом більшовицького уряду у межах заходів Безбожної п'ятирічки. Спорожнілий майдан був перетворений на радянський сквер з фонтаном.
Лише у 1956—1960 роках на місті колишньої церкви був вибудований міський драматичний театр (нині — Донецький академічний обласний драматичний театр).
У результаті розкопок у 2018 році відкритий для демонстрації фрагмент фундаменту церкви під захисним куполом.